# Understyrman
Understyrman var på de seglande flottornas tid en grad eller befattning ombord på ett örlogsfartyg för en underofficer som biträdde vid fartygets navigering.

## Sverige
Understyrman var i svenska flottan den lägsta underofficersgraden i styrmansstaten (tjänstegrenen styrman). 1873 blev understyrmännen underofficerare av 3. graden.

## Storbritannien
Motsvarande understyrmans grad i Royal Navy kallades Master's Mate till 1824 då den ombenämndes till Master's Assistant. År 1867 blev de brittiska understyrmännen navigationskadetter, Navigating Midshipmen, och aspiranter i en särskild navigationsofficerskår..
Master's Mate blev kvar som tjänstegrad men nu enbart som grad för blivande sjöofficerare. Den blev 1840 en sjöofficersgrad benämnd enbart Mate och döptes 1860 om till Sub-Lieutenant.